# 金屋 (津山市)
金屋（かなや）は岡山県津山市にある地名。郵便番号は708-0864。

## 地理
旧・福岡村の東端に位置し、北は小桁、西は小桁、荒神山、押渕、南は荒神山、東は瓜生原に接する。

### 河川
- 吉井川

## 歴史

### 沿革
- 1889年6月1日 - 町村制施行に伴い、久米南条郡金屋村が同郡小桁村、押渕村、荒神山村、種、八出村、横山村と合併し、福岡村となる。種村は大字種となる。
- 1900年4月1日 - 久米南条郡が久米北条郡と合併し、久米郡となる。
- 1901年4月1日 -久米郡佐良山村の内、大字大谷を編入する。
- 1929年2月11日 - 福岡村が苫田郡津山町、津山東町、院庄村、西苫田村、二宮村と合併・市制により、津山市となる。

## 世帯数と人口
2021年（令和3年）1月1日現在の世帯数と人口は以下の通りである。
| 町丁 | 世帯数 | 人口 |
| ---- | ------ | ---- |
| 金屋 | 22世帯 | 42人 |

## 小・中学校の学区
市立小・中学校に通う場合、学区は以下の通りとなる。
| 番地 | 小学校           | 中学校             |
| ---- | ---------------- | ------------------ |
| 全域 | 津山市立南小学校 | 津山市立鶴山中学校 |

## 交通

### 道路
- 岡山県道26号津山柵原線

## 施設
- 金屋神社